# Járadékvadászat
A járadékvadászat olyan a tevékenység, amivel valaki növeli a meglévő vagyonból való részesedését anélkül, hogy új vagyont hozna létre. A járadékvadászat csökkent gazdasági hatékonyságot eredményez az erőforrások helytelen elosztása, a vagyonteremtés csökkenése, az állami bevételkiesés, a növekvő jövedelmi egyenlőtlenségek és a potenciális társadalmi hanyatlás révén.
A különböző iparági szabályozó szerveknél való lobbizás például monopolisztikus helyzetet eredményezhet egy piacon ami előnyt ad a lobbistákat foglalkoztató járadékvadászoknak a piacon, miközben hátrányos helyzetbe hozza a többi piaci szereplőt (megjegyzendő, hogy ebben a példában maga a lobbizás is a járadékvadászat egy példája, nemcsak a kilobbizott monopolhelyzettel való visszaélés).

## Meghatározása
A járadékvadászat (rent seeking) kifejezést David Ricardo 19. századi brit közgazdász alkotta meg  de csak több mint egy évszázaddal később vált tartós érdeklődés tárgyává a közgazdászok és politológusok körében, miután Gordon Tullock 1967-ben és Anne Krueger 1976-ban két nagyhatású tanulmányt publikált a témában. A „járadék” szó nem a hagyományos értelemben értendő, hanem Adam Smith máig használt elméletére vonatkozik amely a cég jövedelmét nyereségre, bérre és bérleti díjra osztja fel. A kifejezés eredete a föld vagy más természeti erőforrások feletti ellenőrzés megszerzésére utal.
A járadékvadászat gazdasági járadék (jövedelem) megszerzésére irányuló kísérlet a gazdasági tevékenységek végzésének társadalmi vagy politikai környezetének manipulálásával, nem pedig új vagyon létrehozásával. A járadékvadászat azt jelenti, hogy másoktól ellentételezetlen értéket vonnak el anélkül, hogy hozzájárulnának a termeléshez .
Sok piacgazdaságban a járadékvadászat nagy része legális, függetlenül attól, hogy az milyen károkat okozhat a gazdaságban. Különféle járadékszerzési magatartások azonban illegálisak, többnyire politikusok vagy más vezetők megvesztegetése vagy a korrupció más fajtái tartoznak ide.
Elméletileg megkülönböztetik a profitszerzést a járadékadászattól, amellyel az entitások kölcsönösen előnyös ügyletek megkötésével igyekeznek jövedelemre szert tenni. A profitszerzés ebben az értelemben vagyonteremtést jelent míg a járadékvadászat azáltal, hogy a társadalmi intézményeket, például az állam hatalmát használja fel a vagyon különböző csoportok közötti újraelosztására nem termel új értéket. Gyakorlati összefüggésben a járadékvadászatból származó jövedelem hozzájárulhat szokásos, számviteli értelmében vett profithoz (ami nem azonos a közgazdasági értelemben vett profittal, mert nem veszi figyelembe a cég által birtokolt tőke gazdasági költségét, ami a termelési eszközök alternatív felhasználásából vagy bérbeadásából származhatna). 

### Tullock-paradoxon
A Tullock-paradoxon az a paradoxon, amelyet Gordon Tullock közgazdász ír le a járadékszerzés alacsony költségeiről a járadékszerzésből származó haszonhoz képest. 
A paradoxon az, hogy a politikai szívességre vágyó járadékvadászok jóval alacsonyabb költséggel vesztegethetnek meg politikusokat, mint a járadékvadászok által kért szívesség értéke. Például egy lobbistának, aki egy bizonyos állami politikával egymilliárd dollárt szeretne keresni, lehet, hogy csupán tízmillió dollárral kell megvesztegetnie a politikusokat, ami a nyereségének körülbelül 1%-a. Luigi Zingales így fogalmaz: "Miért van olyan kevés pénz a politikában?" hiszen a politikai megvesztegetés és/vagy kampányköltések naiv modelljei azt eredményezik, hogy az állami támogatások kedvezményezettjei akár magát a támogatások értékét is hajlandóak legyenek elkölteni, holott ennek csak egy kis töredékét költik el.

#### Lehetséges magyarázatok
A Tullock-paradoxonra számos lehetséges magyarázatot kínáltak:
1. A választók megbüntethetik azokat a politikusokat, akik nagy kenőpénzt vesznek fel, vagy pazarló életmódot folytatnak. Ez megnehezíti a politikusok számára, hogy nagy kenőpénzt követeljenek a járadékvadászoktól.
2. A járadékvadászoknak szívességet ajánlani vágyó különböző politikusok közötti versengés csökkentheti a járadékszerzés költségeit.
3. A járadékvadászok és a politikusok közötti bizalom hiánya, amely az ügylet eleve aljas természetéből adódóan, valamint a jogorvoslati lehetőségek és a megfelelő ösztönzők hiánya a megállapodások betartására lenyomja azt az árat, amelyet a politikusok szívességekért követelhetnek.
4. A bérbeadók a megszerzett haszon egy kis részét arra fordíthatják, hogy támogassák jogszabályt létrehozó politikusokat.

### Példák

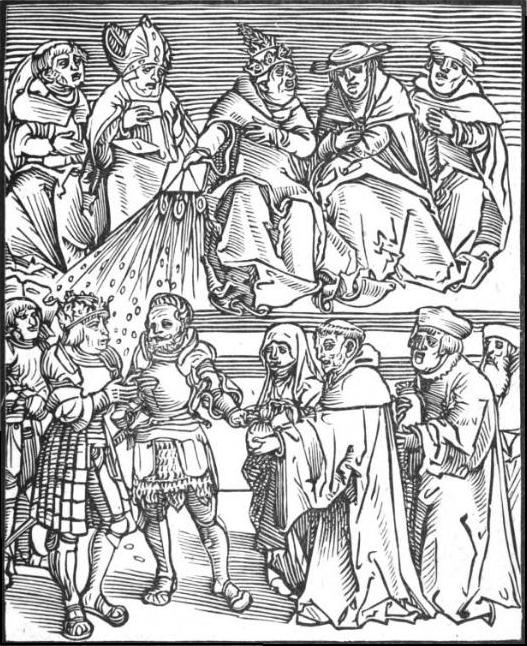
Antichristus, Lucas Cranach fametszete a pápáról, aki a világi hatalmat használja, hogy hatalmat adjon egy uralkodónak, aki nagylelkűen támogatja a katolikus egyházat

A járadékvadászat klasszikus példája Robert Shiller szerint egy földesúr, aki egy láncot telepít át a földjén átfolyó folyón, majd felvesz egy őrt, hogy díjat számítson fel az áthaladó hajóktól a lánc leeresztéséért. A láncban vagy a gyűjtőben nincs semmi produktív. A tulajdonos semmilyen fejlesztést nem végzett a folyón, és semmilyen módon nem termel hozzáadott értéket sem közvetlenül, sem közvetve, kivéve a saját profitját. Mindössze annyit tesz, hogy megtalálja a módját, hogy pénzt keressen valamiből, ami korábban ingyenes volt.
A járadékvadászat példája a modern gazdaságban, ha cégek pénzt költenek állami támogatásokért lobbizásra annak érdekében, hogy már megteremtett vagyont kapjanak, vagy a versenytársakra kényszerítsenek valamilyen szabályozást a piaci részesedésük növelése érdekében. A járadékszerzés másik példája a jövedelmező foglalkozásokhoz való hozzáférés korlátozása, például a középkori céhek vagy a modern állami foglalkozási engedélyek által . Egyesek libertariánusok szerint a Taxi vezetés engedélykötelessége a járadékvadászat tankönyvi példája. Amennyiben az engedélyek kiadása csak korlátozza a taxi szolgáltatások kínálatát (ahelyett, hogy biztosítaná a kompetenciát vagy a minőséget), a verseny csökkentése a taxiszolgáltatás (egyébként konszenzusos) ügyletét nyereségesebbé teszi, azzal hogy jövedelmet allokál a taxik felhasználóitól a taxitársaságoknak.

## Lehetséges következmények
Elméleti szempontból a járadékvadászat költsége jelentős lehet. Ha a kedvező szabályozási környezet „vásárlása” olcsóbbnak tűnik, mint a hatékonyabb termelés kiépítése, a cég az előbbi lehetőséget választja, és olyan bevételhez jut, amely egyáltalán nem járul hozzá a teljes vagyonhoz vagy a jóléthez. Ez az erőforrások nem optimális elosztását eredményezi – a kutatás-fejlesztés helyett a lobbistákra és az ellenlobbistákra költött pénz lassítja a gazdasági növekedést. Azok az állítások, miszerint egy cég járadékot akar szerezni, ezért gyakran kísérik a kormányzati korrupcióra vagy különleges érdekek indokolatlan befolyásolására vonatkozó állításokat.
Mancur Olson a Nemzetek felemelkedése és hanyatlása című művében nyomon követte a járadékvadászat történelmi következményeit. Ahogy egy országot egyre inkább szervezett érdekcsoportok uralnak, úgy veszti el a gazdasági életerejét és kezd hanyatlani. Olson azzal érvelt, hogy azok az országok, amelyekben összeomlott a politikai rezsim és a körülötte összenőtt érdekcsoportok, radikálisan javíthatják a termelékenységet és növelhetik a nemzeti jövedelmet, mert az összeomlást követően tiszta lappal indulnak. Példa erre a második világháború utáni Japán. De az idő múlásával új koalíciók jönnek létre, amelyek ismét megbéklyózzák a társadalmat, hogy újra elosszák maguk között a vagyont és a jövedelmet. A társadalmi és technológiai változások azonban lehetővé tehetik új vállalkozások és csoportok megjelenését.

## Fordítás
Ez a szócikk részben vagy egészben  a   Rent-seeking című angol Wikipédia-szócikk ezen változatának fordításán alapul.  Az eredeti cikk szerkesztőit annak laptörténete sorolja fel. Ez a jelzés csupán a megfogalmazás eredetét és a szerzői jogokat jelzi, nem szolgál a cikkben szereplő információk forrásmegjelöléseként.